# سیارک ۱۴۵۶۸
سیارک ۱۴۵۶۸ (به انگلیسی: 14568 Zanotta، نامگذاری:1998OK) چهارده هزار و پانصد و شصت و هشتمین سیارک کشف شده‌است که در ۱۹ ژوئیه ۱۹۹۸ کشف شد.
قدر مطلق سیارک برابر ۱۴٫۳۰ است.